# Кинематограф СССР

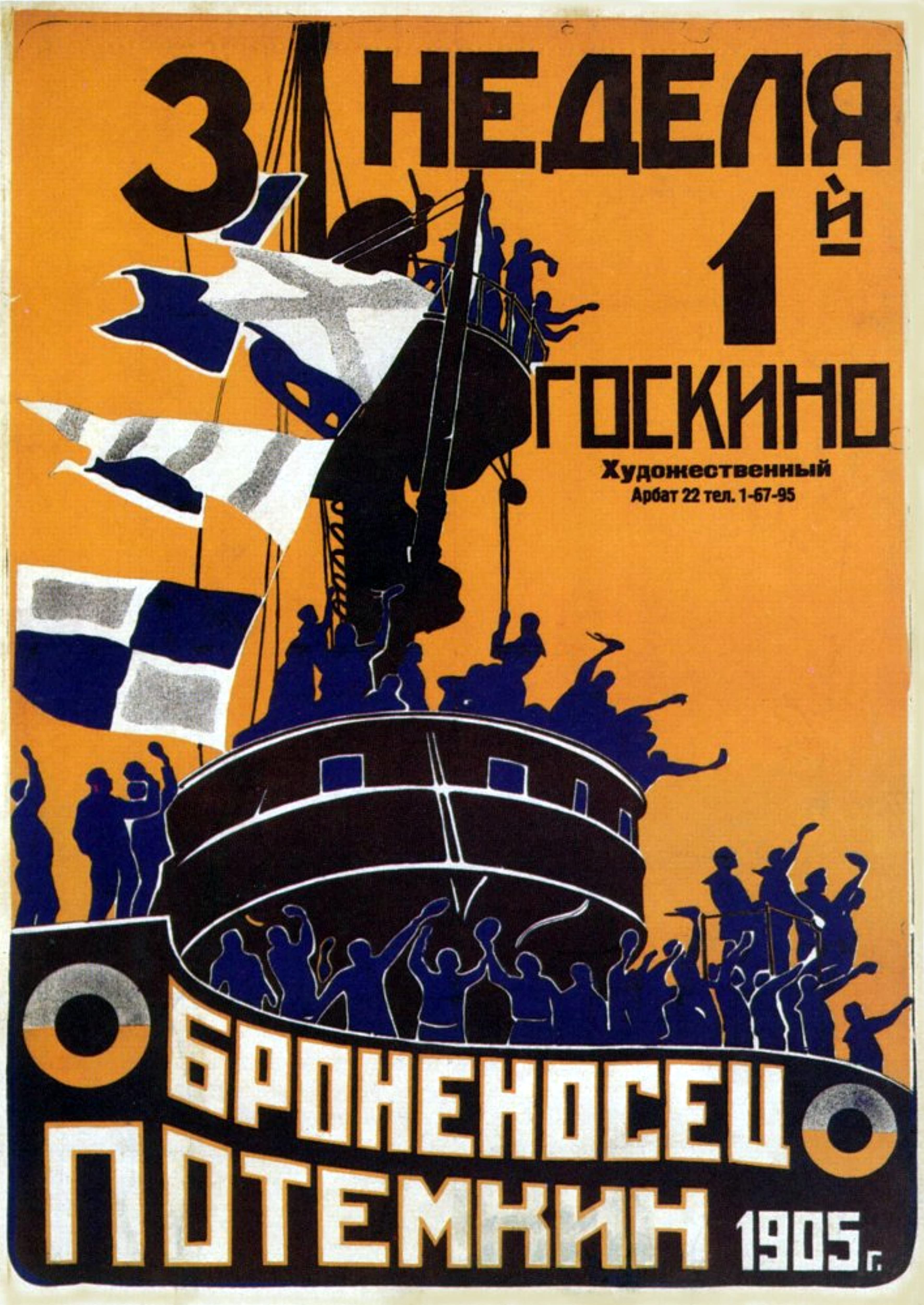
Афиша фильма «Броненосец „Потёмкин“», 1925 год

Кинемато́граф СССР — киноискусство и киноиндустрия в СССР, которые существовали в хронологических рамках с 30 декабря 1922 года, когда РСФСР, УССР, БССР и ЗСФСР (союз Азербайджана, Армении и Грузии) объединились в одно государство — Союз Советских Социалистических Республик — и по 26 декабря 1991 года, когда Верховный Совет СССР принял в Москве Декларацию об упразднении СССР. Таким образом, первоначально понятие «кинематограф СССР» относилось только к шести национально-государственным образованиям. К моменту распада СССР в 1991 году это понятие охватывало кинематограф и киноиндустрию 15 союзных республик.

## История
Официальная история советского кино началась 27 августа 1919 года, когда Совнарком РСФСР принял декрет «О переходе фотографической и кинематографической торговли и промышленности в ведение Народного комиссариата по просвещению» , впоследствии этот день стал отмечаться как «День кино» (ныне — «День российского кино»).
29 декабря 1922 года в Москве на конференции делегаций от съездов Советов Российской СФСР, Украинской ССР, Белорусской ССР и Закавказской СФСР (государственное объединение Азербайджана, Армении и Грузии) был подписан Договор об образовании Союза Советских Социалистических Республик. На следующий день, 30 декабря, I Всесоюзный съезд Советов утвердил Договор, который и был подписан главами делегаций. С этой даты ведёт свой отсчёт кинематограф СССР.

### Советский кинематограф в 1920-е и 1930-е годы
В 1920-е годы молодое советское кино развивалось не в изоляции от остального мира. Первый успех пришёл в эпоху немого кино. Тогда новаторское пролетарское киноискусство, призывающее к мировой революции, вызывало на западе интерес. Особенно ценными считаются работы Дзиги Вертова и Сергея Эйзенштейна, которые значительно повлияли на развитие кино не только в СССР, но и во всём мире. Рядом талантливых режиссёров-документалистов 1920-х годов были созданы фильмы, способствовавшие развитию языка всего мирового киноискусства.
После высказывания В. И. Ленина о том, что «Важнейшим из всех искусств для нас является кино», партийное руководство на местах приняло директиву к исполнению для продвижения киноиндустрии. В каждой республике в 1923 году постановлением партии было поручено создание своей национальной киностудии (киностудии появились в Ашхабаде, в Фрунзе, Ташкенте и т. д.)

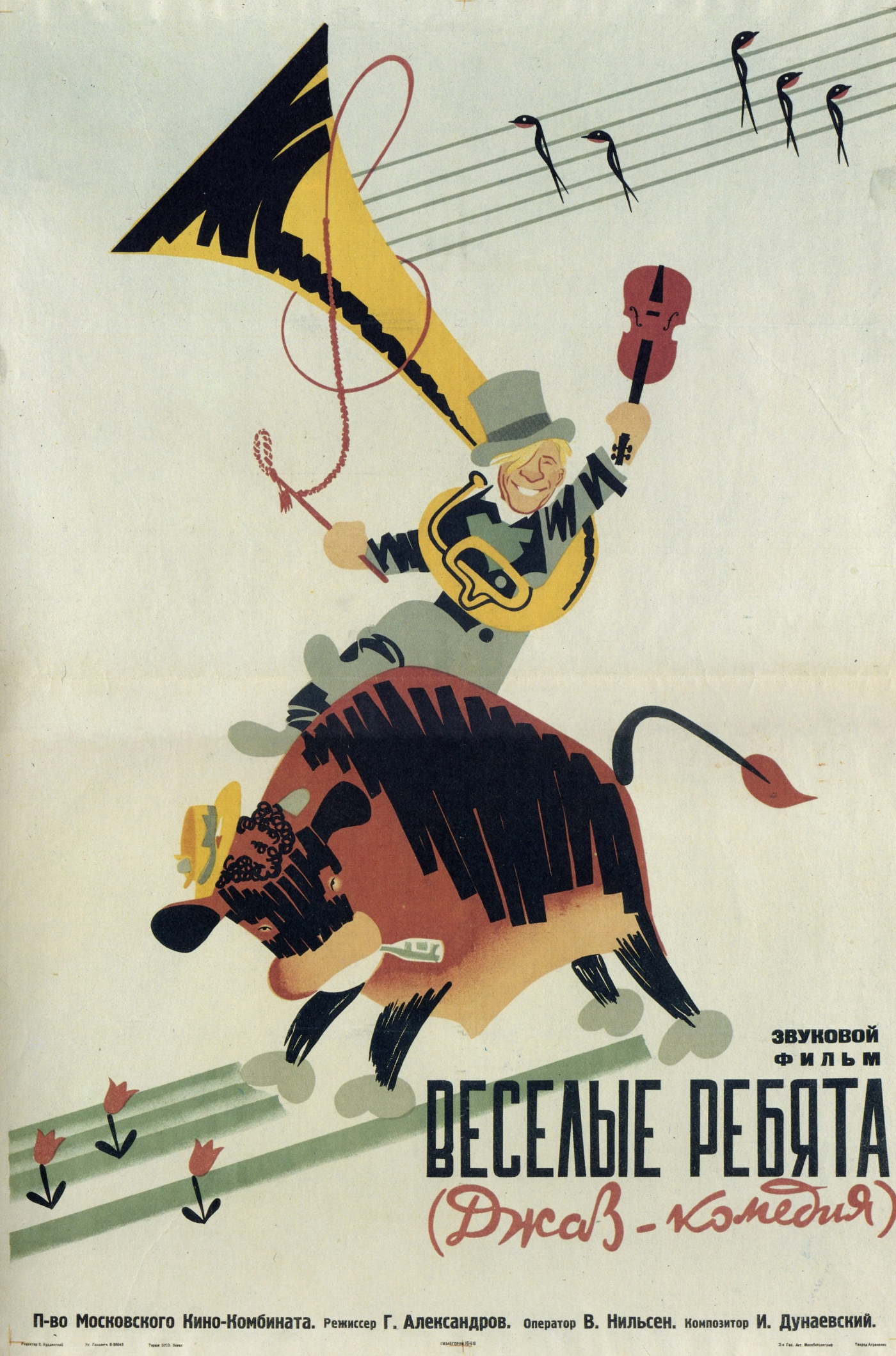
Плакат к советскому художественному фильму «Весёлые ребята» (Производство Москинокомбината, реж. Григорий Александров)

Первый советский фантастический фильм — «Аэлита» (1924).
В 1925 году на экраны вышел фильм «Броненосец „Потёмкин“» Сергея Эйзенштейна, который считается одним из наиболее значимых фильмов за всю историю советского кино. Картина неоднократно попадала в различные списки лучших кинофильмов мира, составленные авторитетными изданиями и экспертами.
Первый советский фильм, который изначально снимался как звуковой, вышел на экраны в 1931 году и назывался «Путёвка в жизнь». Первый советский цветной фильм — «Праздник труда» (1930, реж. Николай Анощенко). Первым цветным художественным стал фильм «Груня Корнакова» («Соловей-соловушко»), вышедший в 1936 году.
В 1934 году в программе 2-го Венецианского кинофестиваля было показано несколько советских кинофильмов: «Петербургская ночь», «Гроза», «Челюскин», «Весёлые ребята» и кинохроника. Был также организован специальный показ фильмов для иностранной прессы и работников искусств, в рамках которого демонстрировались «Три песни о Ленине», «Иван», «Пышка» и др. Советской делегации был присуждён Кубок выставки.
В 1935 году прошёл Московский международный кинофестиваль. В состав жюри входили Борис Шумяцкий (председатель), Сергей Эйзенштейн, Всеволод Пудовкин, Александр Довженко, Александр Аросев и Анри Дебри́. Главный приз фестиваля был вручён киностудии «Ленфильм» за кинокартины «Чапаев», «Юность Максима» и «Крестьяне». В 1959 году фестиваль был возобновлён как Московский международный кинофестиваль.
Достижением советского кинематографа в 1930-е годы оказалось создание особого кинематографического языка, который соединил в себе реалистические традиции русского сценического искусства, известные во всём мире как система Станиславского, с новейшими техническими приёмами, на которые тогда оказался способным мировой кинематограф. Непохожая на остальные фильмы того же жанра, кинокомедия «Частная жизнь Петра Виноградова» режиссёра Александра Мачерета стала первой работой углублённого интереса к частной жизни героев и тонкого лиризма, ставшего визитной карточкой советского кинематографа в 1960-е и 1970-е годы. При этом официальной поддержкой государственной власти и свободным доступом на широкий экран пользовались комедии «массового смеха» и курьёзных положений, разрешавшихся в итоге ко всеобщему благополучию в интересах коллективизма и победившего социализма, такие как «Веселые ребята» и «Цирк» режиссёра Григория Александрова, «Богатая невеста» и «Трактористы» режиссёра Ивана Пырьева. Развивался художественно-исторический кинематограф, получивший наиболее яркое своё воплощение в фильме «Чапаев» (1934) режиссёров братьев Васильевых.
Особняком от магистрального процесса движения советского кинематографа стоит попытка воплощения на киноэкране языка футуристического будущего, предпринятая в фильме «Строгий юноша» режиссёром Абрамом Роомом по сценарию Юрия Олеши. Этот фильм тогдашней критикой и кинематографической властью был признан неудачным и положен на полку, пока не был заново открыт уже новым поколением советских кинематографистов в 1960-е годы.
В 1930-е годы работали также такие мастера кино, как Лео Арнштам, Сергей Юткевич, Фридрих Эрмлер, Михаил Ромм, Лев Кулешов, начинал свой труд прославленного документалиста Роман Кармен.
Среди крупнейших режиссёров довоенной поры, работы которых заслужили международное признание, можно отметить Дзигу Вертова, Льва Кулешова, Всеволода Пудовкина, Александра Довженко, Бориса Барнета, братьев Васильевых.
В сталинский период образ Сталина широко использовался в киноискусстве для создания культа личности. В СССР в 1939 году было выпущено на экран 59 художественных фильмов.

### Кинематограф СССР в годыВеликой Отечественной войны

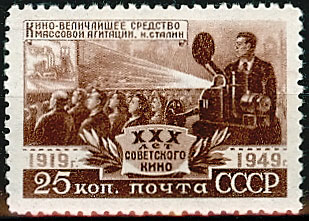
Почтовая марка СССР, 1950 год. 30 лет советскому кино

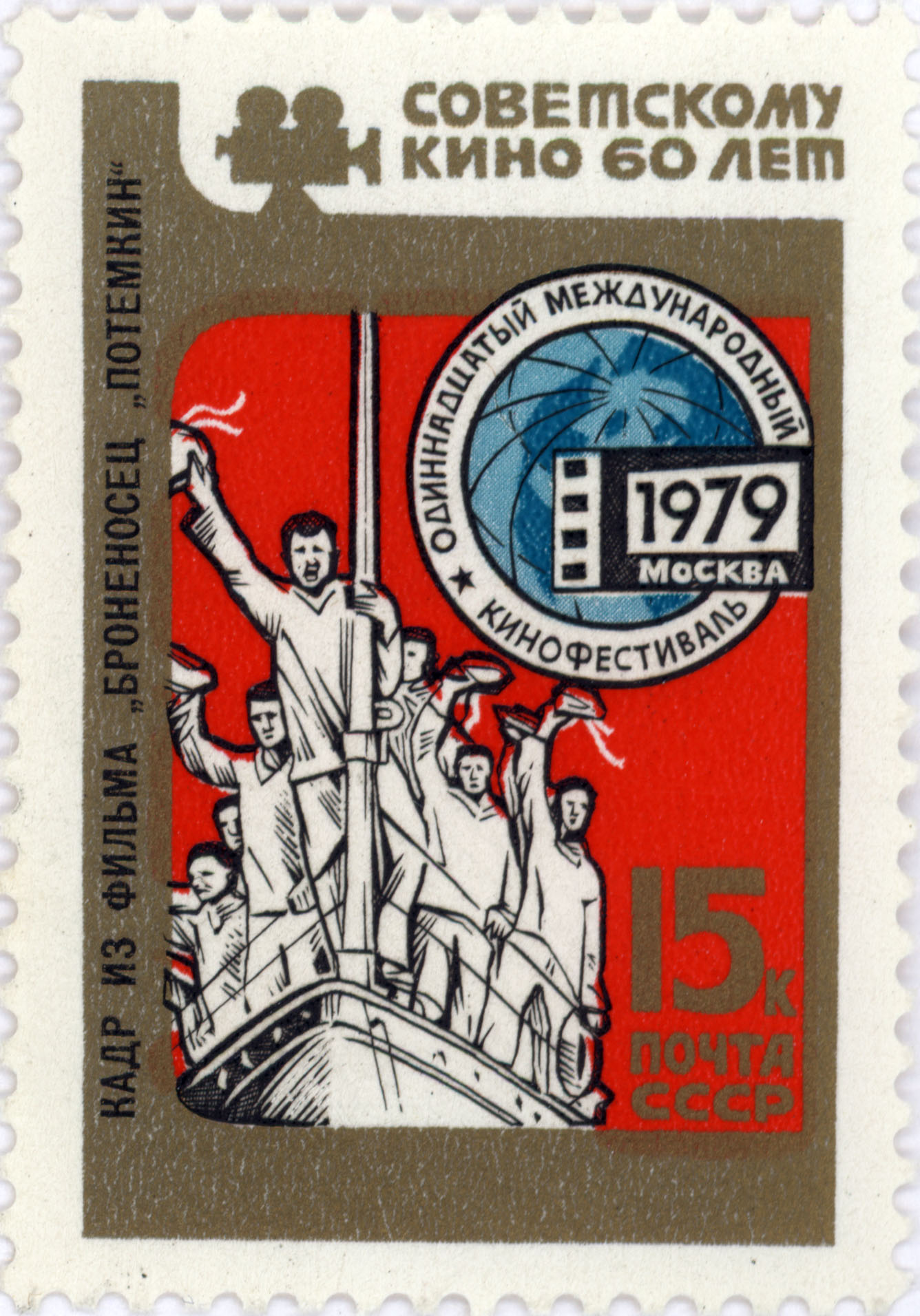
Почтовая марка СССР, 1979 год. 60 лет советскому кино

В первые месяцы войны киноэкраны были отданы пропаганде, целью которой было «пробуждение патриотизма, воспитание ненависти к врагу, внушение уверенности в победе». Из наскоро снятых и смонтированных короткометражек кинематографисты создают «Боевые киносборники» с лозунгом: «Победа за нами!» В киноальманахи включали экранизации боевых эпизодов из сводок Совинформбюро, военные рассказы, документальные очерки, сатирические миниатюры и просто концертные номера. «Боевой киносборник № 1» вышел на экраны 2 августа 1941 года, последний, «Боевой киносборник № 12», — 12 августа 1942 года. Ещё три киносборника не вышли на экран, официальные причины невыпуска неизвестны.
В декабре 1941 — январе 1942 года Красная армия осуществила контрнаступление под Москвой, запечатлённое пятнадцатью фронтовыми операторами. На основе отснятого материала режиссёры Леонид Варламов и Илья Копалин создали картину «Разгром немецких войск под Москвой», которая в 1943 году была удостоена премии «Оскар» за лучший документальный фильм. «Разгром немецких войск под Москвой» стал первым фильмом, зафиксировавшим переломный момент в Великой Отечественной войне и показавшим всему миру мощь оружия советской армии. Впоследствии были сняты и другие документальные фильмы о подвиге советских воинов: «Сталинград» Л. Варламова, «В смоленском лесу» Г. Боброва, «Орловская битва» А. Софьина, «Битва за нашу Советскую Украину» и так далее. Ключевым фильмом, проиллюстрировавшим окончательное крушение гитлеровского рейха, стал «Берлин» Юлия Райзмана. Операторы картины запечатлели штурм Рейхстага, разрушенный Берлин, подписание акта о капитуляции.
В целом в годы войны количество выпускаемых советскими киностудиями художественных фильмов снизилось. В 1943 году выпустили 26 художественных фильмов, а в 1945 году — 20 художественных фильмов.

### Послевоенное время
После Второй мировой войны СССР вступил в идеологическое противостояние с западным миром, продолжавшееся до конца 1980-х годов, и лишь единичные советские фильмы имели успех за рубежом. Внутри же СССР советское кино было популярно, кинотеатры бывали заполнены до отказа, киноиндустрия приносила государству значительный доход.

#### Малокартинье конца 1940-х — начала 1950-х годов
В послевоенные годы наступил период, который исследователь кино В. И. Фомин назвал «малокартинье». Количество фильмов, ежегодно выпускаемых на экран всеми 12 киностудиями СССР в 1946—1952 годах снизилось с 21 до 7.
Начало «малокартинью» положила резолюция Оргбюро ЦК ВКП(б) от 7 апреля 1948 года следующего содержания:

…тов. Суслову, с привлечением работников Министерства финансов, разработать вопрос о сокращении вдвое расходов по производству кинофильмов и мероприятиях по увеличению вдвое доходов от кино
В июне 1948 года этот курс на «малокартинье» был оформлен Постановлением Политбюро ЦК ВКП(б) в июне 1948 года. В итоге с 1947 по 1953 годы число выпускаемых фильмов уменьшилось втрое: с 21 до 7. Министр культуры СССР Пантелеймон Пономаренко 6 июля 1953 года сообщал, что в связи с сокращением числа выпускаемых фильмов:

…произошло недопустимое жанровое оскудение нашей кинематографии; в течение многих лет на экран не выпускалось ни одной комедии, ни одного музыкального фильма на современные темы, ни одного научно-фантастического фильма. За последние 5 лет выпущен только один спортивный фильм и два приключенческих
«Малокартинье» не коснулось только киностудии Грузинской ССР, которая продолжала выпускать ежегодно по 2 — 4 фильма.
Ситуация по киностудиям союзных республик в 1946—1952 годах была следующей:
- Бакинская киностудия с 1945 года сняла два фильма «Аршин Мал-Алан» и Огни Баку;
- Ереванская киностудия за 8 лет сняла три картины;
- Алма-Атинская киностудия художественных и хроникальных фильмов за 1945—1952 годы сняла всего три фильма (включая ранее начатый «Джамбул»);
- Ташкентская киностудия за 1946—1953 годы сняла лишь 6 фильмов (в 1949—1951 годах не сняла ни одного);
- Ашхабадская киностудия после выпуска фильма «Далекая невеста» (1948 год) прекратила выпускать фильмы;
- Сталинабадская студия художественных фильмов после возвращения эвакуированных не сняла ни одного фильма;
- В Латвии сняли всего три фильма;
- «Беларусьфильм» сняла всего 4 фильма;
- В Литве, Молдавии и Киргизии запланированные киностудии созданы не были.

В период «малокартинья» советские фильмы успешно поставлялись за рубеж. Так, в 1949 году советские фильмы показывали в 48 странах. Так, «Сказание о земле Сибирской» в 1949 году посмотрели 18 млн зрителей. Основным потребителем советских фильмов были социалистические страны. Так, в 1949 году советские фильмы занимали следующую долю национального кинопроката:
- Албания — 100 %;
- Северная Корея — 100 %;
- Монголия — 100 %;
- Болгария — 83 %;
- Румыния — 73 %;
- Венгрия — 65 %;
- Чехословакия — 45 %;
- Польша — 45 %;
- ГДР — 40 %.

Показывали советские фильмы в капиталистических странах, а также в их колониях. Так, в Бельгийское Конго было поставлено 32 фильма.

#### Хрущевский и брежневский периоды
Во время «оттепели» стилистика советского кино изменилась — в фильмах уменьшилось количество пафоса, оно приблизилось к реализму, нуждам и заботам простых людей.
В 1958 году фильм режиссёра Михаила Калатозова по сценарию Виктора Розова «Летят журавли» стал первым и единственным в истории советским фильмом, удостоенным одной из самых престижных кинопремий мира — «Золотой пальмовой ветви» Каннского кинофестиваля.
С 1959 года каждые два года стал проводиться Московский международный кинофестиваль (в 1972 году фестивалю был присвоен высший класс А) как преемник Советского кинофестиваля, проведённого в 1935 году. В конкурсной программе Московского кинофестиваля участвовали и побеждали ленты таких известных режиссёров, как Федерико Феллини, Иштван Сабо, Анджей Вайда, Этторе Скола, Кшиштоф Кесьлёвский, Стэнли Крамер и др.

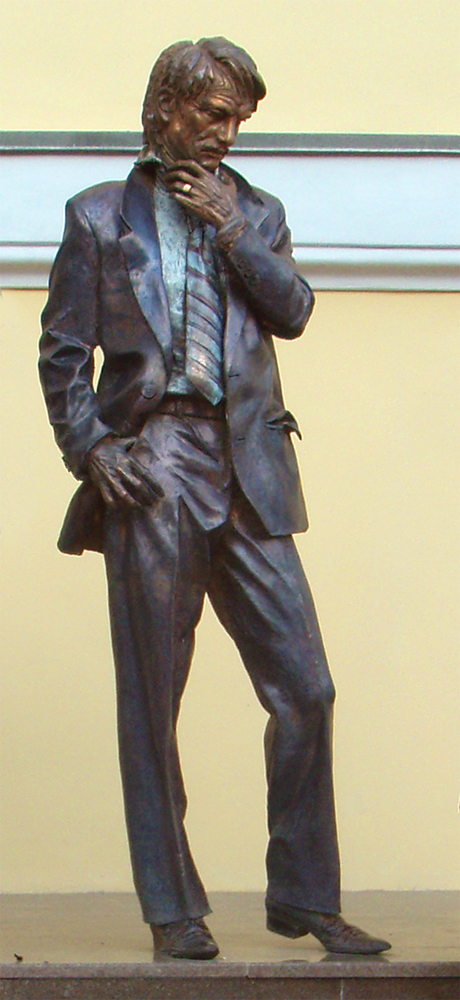
Памятник Андрею Тарковскому около ВГИКа

В 1962 году советский фильм впервые был удостоен главного приза «Золотой лев» на Венецианском кинофестивале. Этой картиной стала работа молодого режиссёра Андрея Тарковского «Иваново детство» (победа была разделена с итальянским фильмом «Семейная хроника»). Второй раз «Золотого льва» советский фильм получил лишь на самом закате существования страны: в 1991 году приза была удостоена картина Никиты Михалкова «Урга — территория любви».
На ещё одном фестивале т. н. «большой тройки» — Берлинском — советский кинематограф по политическим причинам долгое время вообще не был представлен. Лишь в 1975 году советский фильм был впервые показан в Западном Берлине. Несмотря на такое долгое отсутствие советских фильмов на этом фестивале, уже в 1977 году фильм Ларисы Шепитько «Восхождение» получил главный приз — «Золотого медведя», а спустя 10 лет этот успех повторил фильм Глеба Панфилова «Тема».

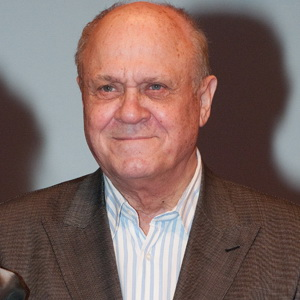
Фильм Владимира Меньшова (фото 2011 года) «Москва слезам не верит» стал последним советским фильмом, удостоенным премии «Оскар» в категории «Лучший фильм на иностранном языке»

Советские фильмы неоднократно выдвигались на премию «Оскар» в номинации «Лучший фильм на иностранном языке». Победу одержали три картины: «Война и мир» режиссёра Сергея Бондарчука (1968), советско-японский «Дерсу Узала» режиссёра Акиры Куросавы (1975) и фильм Владимира Меньшова «Москва слезам не верит» (1981). Можно также отметить режиссёра Станислава Ростоцкого: его картины дважды номинировались на «Оскар» («А зори здесь тихие…» в 1972 году и «Белый Бим Чёрное ухо» в 1978 году).
Наряду с фильмами, которые получали призы на крупнейших международных фестивалях, широкой популярностью у советских зрителей пользовались работы таких режиссёров, как Иван Пырьев, Сергей Герасимов, Леонид Гайдай, Марлен Хуциев, Георгий Данелия, Эльдар Рязанов, Василий Шукшин, Алексей Герман, Леонид Быков, Станислав Говорухин, Татьяна Лиознова, Владимир Басов и ряда других.
Рекордсменом по количеству фильмов, признанных читателями журнала «Советский экран» лучшим фильмом года, является Эльдар Рязанов (в 1976, 1978, 1983, 1984 и 1991 годах).

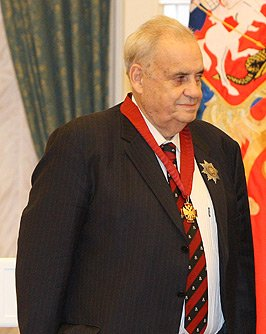
Один из наиболее популярных советских кинорежиссёров Эльдар Рязанов (фото 2008 года)

Советские кинематографисты достаточно активно сотрудничали не только с коллегами из стран социалистического лагеря (преимущественно — из Восточной Европы), но и с продюсерами, режиссёрами, актёрами из стран капитализма. Первым фильмом совместного производства был советско-финский фильм «Сампо», вышедший на экран в 1958 году. Среди удачных примеров сотрудничества: советско-итальянско-британский фильм «Красная палатка», снятый Михаилом Калатозовым в 1969 году, советско-итальянский фильм 1970 года «Ватерлоо» режиссёра Сергея Бондарчука и продюсера Дино Де Лаурентиса, советско-японский фильм «Москва, любовь моя», снятый в 1974 году Александром Миттой, советско-японский фильм 1975 года режиссёра Акиры Куросавы «Дерсу Узала», советско-французско-швейцарский фильм «Тегеран-43» (1980) с Аленом Делоном в одной из главных ролей, фильм 1987 года «Очи чёрные», снятый Никитой Михалковым с Марчелло Мастроянни в главной роли.
Сергей Бондарчук был одним из немногих режиссёров, которым было разрешено снимать и сниматься за железным занавесом. В советское время он считался мастером грандиозных батальных сцен с многотысячной массовкой («Война и мир», «Ватерлоо»).
К середине 1970-х популярность в СССР начало набирать кино «массового» жанра — впервые был снят ряд советских фильмов катастроф («Экипаж», 1979) и пр. и боевиков («Пираты XX века», 1980) и др.).

#### Кино Перестройки
С началом Перестройки советское кино начало менять свой облик. Знаковым событием позднего периода истории советского кинематографа стал V съезд Союза кинематографистов, состоявшийся в мае 1986 года. На этом мероприятии было фактически свергнуто старое руководство Союза. С этого момента ведется отсчет эпохи так называемого «перестроечного» кино, когда в фильмах начинают подниматься ранее запретные темы, они становятся нарочито острыми и натуралистичными, иногда граничащими с откровенной «чернухой». Одновременно продолжают сниматься фильмы и в прежней стилистике.
Последние годы существования СССР стали плодотворным временем для кинематографа. В этот период выходят несколько популярных и во многом знаковых картин: «Кин-дза-дза!» Г. Данелии (1986), «Курьер» К. Шахназарова (1986), «Покаяние» Т. Абуладзе (1987), «Асса» С. Соловьёва (1987), «Забытая мелодия для флейты» Э. Рязанова (1987), «Игла» Р. Нугманова (1988), «Маленькая Вера» В. Пичула (1988), «Интердевочка» П. Тодоровского (1989), «Такси-блюз» П. Лунгина (1990), «Облако-рай» Н. Досталя (1990) и др.
В конце 1980-х появляется коммерческий кинематограф — кооперативное кино. Первой коммерческой лентой стала комедия А. Эйрамджана «За прекрасных дам!» (1989), снятая кооперативом «Фора-фильм».
В октябре 1991 года на экраны вышел фильм-притча Эльдара Рязанова «Небеса обетованные», ставший своеобразным реквиемом ушедшей в историю советской стране и социалистическому строю. Символично, что именно эта картина стала лучшим фильмом последнего года советской истории по версии журнала «Советский экран», тем самым подведя черту и под историей советского кинематографа.

## Актёры
Среди наиболее популярных советских актёров ещё периода немого кино 1920-х — начала 1930-х годов можно отметить Игоря Ильинского и Анатолия Кторова, которые позже продолжили кинокарьеру и в звуковом кино. 
С началом звуковой эры в 1930-х годах появилась целая плеяда актёров новой «звуковой» формации: Николай Крючков, Борис Андреев, Пётр Алейников, Сергей Столяров, Евгений Самойлов, Михаил Жаров, Борис Бабочкин, Николай Черкасов, Борис Чирков. 
В 1940-х — 1950-х годах можно отметить Владимира Зельдина, Василия Меркурьева, Павла Кадочникова, Алексея Грибова, Олега Стриженова, Леонида Харитонова, Николая Рыбникова, Ростислава Плятта, Георгия Вицина, Михаила Козакова. 
В 1960-х — 1980-х годах нужно отметить Алексея Баталова, Иннокентия Смоктуновского, Вячеслава Тихонова, Михаила Ульянова, Василия Ланового, Василия Шукшина, Глеба Стриженова, Андрея Мягкова, Станислава Любшина, Юрия Яковлева, Олега Ефремова, Андрея Миронова, Анатолия Папанова, Ролана Быкова, Александра Калягина, Леонида Быкова, Евгения Леонова, Леонида Куравлёва, Юрия Соломина, Олега Басилашвили, Олега Борисова, Алексея Петренко, Кирилла Лаврова, Никиту Михалкова, Владислава Дворжецкого, Олега Табакова, Евгения Евстигнеева, Олега Даля, Владимира Высоцкого, Василия Ливанова, Николая Бурляева, Андрея Мартынова, Евгения Матвеева, Донатаса Баниониса, Юри Ярвета, Анатолия Солоницына, Валентина Гафта, Александра Кайдановского, Вацлава Дворжецкого, Виталия Соломина, Николая Гринько, Александра Абдулова, Олега Янковского, Михаила Пуговкина, Юрия Никулина.
Популярные советские киноактрисы разных лет — Любовь Орлова, Марина Ладынина, Тамара Макарова, Лидия Смирнова, Зоя Фёдорова,
Фаина Раневская, Валентина Серова, Клара Лучко, Алла Ларионова, Татьяна Самойлова,
Нонна Мордюкова, Инна Макарова, Анастасия Вертинская, Татьяна Пельтцер, Рина Зелёная, Мария Миронова, Людмила Гурченко, Татьяна Доронина, Инна Чурикова, Алиса Фрейндлих, Екатерина Васильева, Вия Артмане, Наталья Гундарева, Ирина Купченко, Светлана Крючкова, Маргарита Терехова, Евгения Симонова, Марина Неёлова, Лариса Голубкина, Галина Польских.
Заметную роль в советском кино играли прибалтийские актёры. Многие натурные съёмки фильмов «про Запад» (напр. «Мёртвый сезон» (1968) и пр.) производились в Прибалтике, при большом участии прибалтийских актёров, обладавших необходимой для «западного» сюжета неславянской внешностью (правда при этом говоривших по-русски с сильным акцентом, отчего на озвучание приглашали русских актёров).
На протяжении всей истории советского кино были известны случаи, когда актёры уезжали жить и работать «на Запад». Если из эмигрантов первой волны некоторые русские актёры сумели стать достаточно известными в новой стране, то позднее, во многом из-за плохого знания иностранных языков (в первую очередь — английского), советские актёры с трудом могли выйти за рамки амплуа советских эпизодических персонажей. В качестве примеров таких биографий можно привести Михаила Чехова (создателя популярной актёрской школы в США, через которую прошли многие звёзды Голливуда), Марию Успенскую, кинокомпозитора Дмитрия Тёмкина, Федора Шаляпина-младшего (оказался на Западе ещё в детском возрасте), Савелия Крамарова, Илью Баскина, Александра Бениаминова, Александра Годунова, Льва Круглого.
Среди режиссёров наиболее известны два случая — работа на Западе Андрона Кончаловского и эмиграция в 1984 году Андрея Тарковского.

## Кинокомпании

Киностудия «Мосфильм» находится в Москве на одноимённой улице

- Единственная общенациональная кинокомпания в СССР — Государственный комитет Совета министров СССР по кинематографии, имевшая несколько производственных единиц («студий»):
  - Центральная сценарная студия[23][24]
  - Киностудия «Мосфильм»:
    - 1961—1966: Первое творческое объединение и Объединение телевизионных фильмов (с 1964 года — Творческое объединение «Экран»);
    - 1966—1973: творческое объединения «Время», «Киноактёр» (Творческое объединение писателей и киноработников), «Товарищ», «Юность», «Луч», «Экран» (с 1967 года — «Телефильм»), Экспериментальное творческое объединение (создано в 1968 году путём присоединения Экспериментальной творческой киностудии, созданной, в свою очередь, в 1964 году[25][26])
    - 1973—1988: первое, второе, третье, четвёртое творческие объединения, творческое объединение телевизионных фильмов, экспериментальное творческое объединение[27] (в 1976 году было реорганизовано в Шестое творческое объединение, в том же году ликвидированное[26], Мастерская комедийных и музыкальных фильмов была реорганизована в Творческое объединение музыкальных и комедийных фильмов, в 1979 году Шестое творческое объединение было восстановлено), дубляжная группа;
    - 1988—1990: творческие объединения «Ритм», «Слово», «Жанр», «Юность», «Союз», «Круг» и «Телефильм»;
    - с 1990 г.: студии «Ритм», «Слово», «Жанр», «Юность», «Союз», «Круг», «Телефильм»;

  - Центральная киностудия детских и юношеских фильмов имени М. Горького
    - 1975—1988: первое, второе и третье творческие объединения;
    - 1988—1990: творческие объединения «Мир», «Контакт», «Зодиак», «ТВК», Экспериментальное творческое объединение «Ладья»;
    - Ялтинский филиал (1963—1989)
      - 1976—1988: первое, второе и третье творческие объединения

  - Центральная киностудия документальных фильмов
  - Центральная киностудия научно-популярных и учебных фильмов
  - Киностудия «Союзмультфильм»: творческие объединения рисованных и кукольных мультфильмов, дубляжная группа
  - Киностудия «Ленфильм»:
    - 1961[28]—1988: первое, второе и третье творческое объединение (до 1972 года[28] и с 1987 года), творческое объединение телевизионных фильмов (с 1972 года), дубляжная группа
    - 1988—1990: творческо-производственные объединения «Троицкий мост», «Голос», «Ладога», «Петрополь»
    - С 1990: студии «Троицкий мост», «Голос», «Ладога», «Петрополь»

  - Ленинградская студия научно-популярных и учебных фильмов
  - Куйбышевская студия кинохроники
  - Свердловская киностудия (была создана на Урале из эвакуированных на Урал кинематографистов в Свердловске 9 февраля 1943 года, в самый разгар Великой Отечественной войны. Уже через год, в 1944 году, был снят первый фильм — музыкальная комедия по мотивам австрийской оперетты «Сильва»)
  - Западно-Сибирская киностудия
  - Восточно-Сибирская студия кинохроники
  - Киевская киностудия художественных фильмов имени А. Довженко (в 1925 году было решено организовать, помимо созданной на руинах дореволюционного кинопроизводства Одесской студии, ещё одну украинскую кинофабрику — в Киеве)
    - 1961—1974: Первое, второе, творческое объединения, Творческое объединение телевизионных фильмов
    - 1974—1988: Творческие объединения «Время», «Юность» (с 1982 года — «Радуга») и «Луч»
    - 1988—1990: Первое, второе и третье творческие объединения
    - с 1990: Творческие объединения «Земля», «Талисман» и «Радуга»

  - Киевская студия научно-популярных фильмов
  - Одесская киностудия (Одесская киностудия — прямая наследница студии «Мирограф», которая была здесь основана купившим по случаю в Париже киноаппарат фотографом Мироном Гроссманом в 1907 году): Первое и Второе творческие объединения, дубляжная группа
  - Ялтинская киностудия (так же, как Одесская, Ялтинская киностудия расцвела во время Гражданской войны. В 1917 году в Ялту перевёл кинопроизводство Александр Ханжонков и до 1919 года снимал здесь свои фильмы)
  - Производственное объединение «Копирфильм», объединял кинокопировальные фабрики:
    - Московская, Ленинградская, Киевская, Харьковская, Новосибирская и Рязанская кинокопировальные фабрики, Лаборатория обработки цветных фильмов в Москве[29]

  - Госфильмофонд
  - Всесоюзное объединение «Совэкспортфильм»
  - ВПТО «Видеофильм» — создано в 1986 году, осуществляло тиражирование и запись на видеокассеты фильмов и телефильмов киностудий Госкино СССР и телефильмов Творческого объединения «Экран» Гостелерадио СССР и главных редакций подготовки телефильмов местных телерадиокомитетов[30], в 1991 году было создано АОЗТ "Корпорация «Видеофильм»[31], в 1993 году она отказалась от записи и тиражирования видеопрограмм и занялась телевизионным вещанием[32].
    - Студия «Артвидео»
    - Студия «Дубль»

  - Бюро пропаганды советского киноискусства, с 1987 года — ВТПО «Киноцентр»[33]
  - Дирекция международных кинофестивалей и выставок «Совинтерфест»[34]

Часть фильмов снималась самими же государственными телекомпаниями, в составе которых имелись производственные единицы производящие фильмы (Творческое объединение «Экран» в Гостелерадио СССР, главные редакции телефильмов и отделы фильмопроизводства в телерадиокомитетах союзных республик и Ленинграда, редакции кинопроизводства в студиях телевидения АССР, краёв и областей)
- Гостелерадио СССР
  - Творческое объединение «Экран», с 1988 года — Творческо-производственное объединение «Союзтелефильм»: студии документальных, художественных, мультипликационных, детских и юношеских фильмов, телехроники, музыкальных программ
- Комитет по телевидению и радиовещанию Ленгороблисполкомов (заголовки «Ленинградский комитет по телевидению и радиовещанию» и «Лентелефильм», до 1975 года — «Ленинградское телевидение»)
- Государственный комитет УССР по телевидению и радиовещанию (заголовок «Укртелефильм»)
- Комитет по телевидению и радиовещанию Куйбышевского облисполкома (заголовок «Куйбышевтелефильм»)
- Комитет по телевидению и радиовещанию Саратовского облисполкома (заголовок «Саратовтелефильм»)
- Комитет по телевидению и радиовещанию Волгоградского облисполкома (заголовок «Волгоградтелефильм»)
- Комитет по телевидению и радиовещанию Ростовского облисполкома (заголовок «Донтелефильм»)
- Комитет по телевидению и радиовещанию Пермского облисполома (заголовок «Пермьтелефильм»)
- Комитет по телевидению и радиовещанию Свердловского облисполкома (заголовок «Свердловсктелефильм»)
- Комитет по телевидению и радиовещанию Новосибирского облисполкома (заголовок «Новосибирсктелефильм»)
- Комитет по телевидению и радиовещанию Красноярского Крайисполкома (заголовок «Красноярсктелефильм»)
- Комитет по телевидению и радиовещанию Иркутского облисполкома (заголовок «Иркутсктелефильм»)
- Комитет по телевидению и радиовещанию Приморского крайисполкома («Дальтелефильм»)

В каждой из союзных республик СССР, кроме РСФСР и Украинской ССР, имелись свои кинокомпании:
- Государственный комитет Армянской ССР по кинематографии (Госкино Армянской ССР)
  - Киностудия «Арменфильм» (появилась в начале 1920-х как подразделение республиканского Наркомпроса)
  - Ереванская студия хроникально-документальных и научно-популярных фильмов — выделен в 1959 году из киностудии «Арменфильм», в 1982 году вновь присоединён к ней[35].
- Государственный комитет Азербайджанской ССР по кинематографии (Госкино Азербайджанской ССР)
  - Киностудия «Азербайджанфильм» (появилась в начале 1920-х годов как подразделение республиканского Наркомпроса)
- Государственный комитет БССР по кинематографии (Госкино БССР)
  - Киностудия «Беларусьфильм» (основана в 1928 году под названием «Савецкая Беларусь» в Петербурге — в здании бывшего театра «Кривое зеркало» (в котором работал Евреинов). Сами фильмы снимались в Москве, в Минске же располагалась только кинолаборатория для выпуска кинохроники): творческие объединения художественных и телевизионных фильмов и мастерская мультипликационных фильмов, с 1982 года — также творческое объединение «Летопись»[35][36]
  - Минская студия научно-популярных и хроникально-документальных фильмов, создана в 1938 году, в 1968 году включена в Студию «Беларусьфильм» как Творческое объединение документального и научно-популярного кино «Летопись»[35][36]
- Государственный комитет Грузинской ССР по кинематографии (Госкино Грузинской ССР)
  - Киностудия «Грузия-фильм» (появилась в 1921 году — как и в остальных республиках, в рамках установления советской власти. Сперва как отдел кинохроники, но достаточно быстро переключилась на игровое кино, а с 1930 года и на мультипликацию)
  - Грузинская студия хроникально-документальных и научно-популярных фильмов — выделена в 1958 году из киностудии «Грузия-Фильм»[37]
- Государственный комитет Литовской ССР по кинематографии (Госкино Литовской ССР)
  - Литовская киностудия (создавалась на пустом месте. Поначалу — в Каунасе, где пережила войну, а с 1949 года — в Вильнюсе)
- Государственный комитет Латвийской ССР по кинематографии (Госкино Латвийской ССР)
  - Рижская киностудия (образована в 1940 году примерно по той же схеме, что и «Таллинфильм» — на базе нескольких национализированных частных киностудий)
- Государственный комитет Эстонской ССР по кинематографии (Госкино Эстонской ССР)
  - Киностудия «Таллинфильм» (образована в 1940 году)
- Государственный комитет Казахской ССР по кинематографии (Госкино Казахской ССР)
  - Киностудия «Казахфильм» (основана в 1934 году как студия кинохроники. В 1939 году совместно с «Ленфильмом» сняла первый игровой фильм — «Амангельды». Как и прочие среднеазиатские киностудии, расцвела во время войны, когда в Казахстан эвакуировали «Мосфильм» и «Ленфильм» — тогда же их временно объединили, а после окончания войны, когда студии-гиганты из республики уехали, в Алма-Ате остались павильоны и монтажные)
- Государственный комитет Киргизской ССР по кинематографии (Госкино Киргизской ССР)
  - Киностудия «Киргизфильм» (появилась в 1944 году — как корпункт Узбеккино, на котором снимали кинохронику. в середине 1950-х годов здесь уже стали снимать художественное кино)
- Государственный комитет Молдавской ССР по кинематографии (Госкино Молдавской ССР)
  - Киностудия «Молдова-филм» (студия образовалась в 1940 году, сразу после присоединения Молдавии к СССР. в Кишинёве открыли отделение Украинской кинохроники. Хронику здесь и снимали до 1957 года)
    - Творческие объединения «Арта», «Лучафэрул», ТПО кинодокументалистики
- Государственный комитет Таджикской ССР по кинематографии (Госкино Таджикской ССР)
  - Киностудия «Таджикфильм» (в 1930 году основана как студия кинохроники. Потом переключилась на художественное кино. В войну сюда были эвакуированы кинематографисты из европейской части СССР. Эвакуировали сюда «Союздетфильм».
- Государственный комитет Туркменской ССР по кинематографии (Госкино Туркменской ССР)
  - Киностудия «Туркменфильм» (появилась в 1920 году как студия кинохроники, десять лет занималась производством документальных лент, затем — с середины 1930-х — стали появляться первые игровые ленты. Во время войны в Ашхабад эвакуировали киностудию имени Довженко — здесь снимали Ромм и Марк Донской)
- Государственный комитет Узбекской ССР по кинематографии (Госкино Узбекской ССР)
  - Киностудия «Узбекфильм» (появилась в 1925 году как кинофабрика «Звезда Востока». На ней до войны производились классические фильмы про историю революционной и классовой борьбы в родных пустынях — вроде «Шакалов Равата»).
  - Ташкентская студия научно-популярных и хроникально-документальных фильмов.

## Творческие организации
Работники кино (как и художники, писатели и иные деятели культуры) были объединены в творческий союз. По состоянию на 1960 год Оргкомитет Союза работников кинематографии объединял:
- 12 республиканских оргбюро: Украинское (с отделениями в Одессе и Ялте), Белорусское, Грузинское, Армянское, Азербайджанское, Узбекское, Казахское, Таджикское, Туркменское, Латвийское, Литовское, Эстонское;
- Отделения в Свердловске и Ленинграде;
- Шесть уполномоченных (в Киргизии, Молдавии, на Ростовской и Северо-Кавказской студиях кинохроники, на Куйбышевской и Нижне-Волжской студиях кинохроники, на Новосибирской студии кинохроники).

На 15 декабря 1960 года в Союзе работников кинематографии состоял 2471 член (физические лица)
- Москва — 1168 чел.;
- Ленинград — 327 чел.;
- Украина — 217 чел.;
- Грузия — 139 чел.;
- Армения — 68 чел.;
- Казахстан — 68 чел.;
- Азербайджан — 56 чел.;
- Узбекистан — 68 чел.;
- Свердловск — 50 чел.;
- Белоруссия — 48 чел.;
- Латвия — 47 чел.;
- Таджикистан — 39 чел.;
- Литва — 32 чел.;
- Туркмения — 30 чел.;
- Эстония — 27 чел.;
- Куйбышевская и Нижне-Волжская студии — 21 чел.;
- Ростовская и Северо-Кавказская студии — 17 чел.;
- Киргизия — 13 чел.;
- Молдавия — 11 чел.;
- Иркутская студия — 11 чел.;
- Новосибирская студия — 10 чел.

По профессиям члены Союза работников кинематографии распределялись (по состоянию на 15 декабря 1960 года)
- Кинорежиссёры — 618 чел.;
- Кинооператоры — 521 чел.;
- Художники — 196 чел.;
- Актёры — 290 чел.;
- Кинодраматурги — 246 чел.;
- Научно-инженерные работники- 157 чел.;
- Организаторы производства — 122 чел.;
- Критики, искусствоведы и преподаватели — 103 чел.;
- Звукооператоры — 88 чел.;
- Редактора — 74 чел.;
- Композиторы — 56 чел.

Также (по состоянию на 1960 год) действовали Дома кино, созданные Оргкомитетом Союза в следующих городах: Москва, Ленинград, Киев, Ереван, Баку, Алма-Ата, Фрунзе.

## Жанры
Особые жанры:
- Историко-революционный фильм (примеры: «Ленин в Октябре», «Чапаев», «Незабываемый 1919 год» и др.)
- Производственная драма  (примеры: «Обратная связь», «Личная жизнь директора», «Красная стрела» и др.)
- Мультфильмы «для взрослых» (примеры: «Шпионские страсти», «Ограбление по…», «Банкет» и др.[39]).
- Кинокомедия (примеры: «Операция „Ы“ и другие приключения Шурика», «Я шагаю по Москве», «Карнавальная ночь» и др.)
- Фильмы о Великой Отечественной войне (примеры: «В бой идут одни „старики“», «Они сражались за Родину», «Освобождение»)

## Производство художественных фильмов по годам
- 1918 — 6 фильмов
- 1919 — 57 фильмов
- 1920 — 29 фильмов
- 1921 — 12 фильмов
- 1922 — 16 фильмов
- 1923 — 8 фильмов
- 1924 — 69 фильмов
- 1925 — 80 фильмов
- 1926 — 102 фильма
- 1927 — 118 фильма
- 1928 — 124 фильма
- 1929 — 92 фильма
- 1930 — 128 фильмов

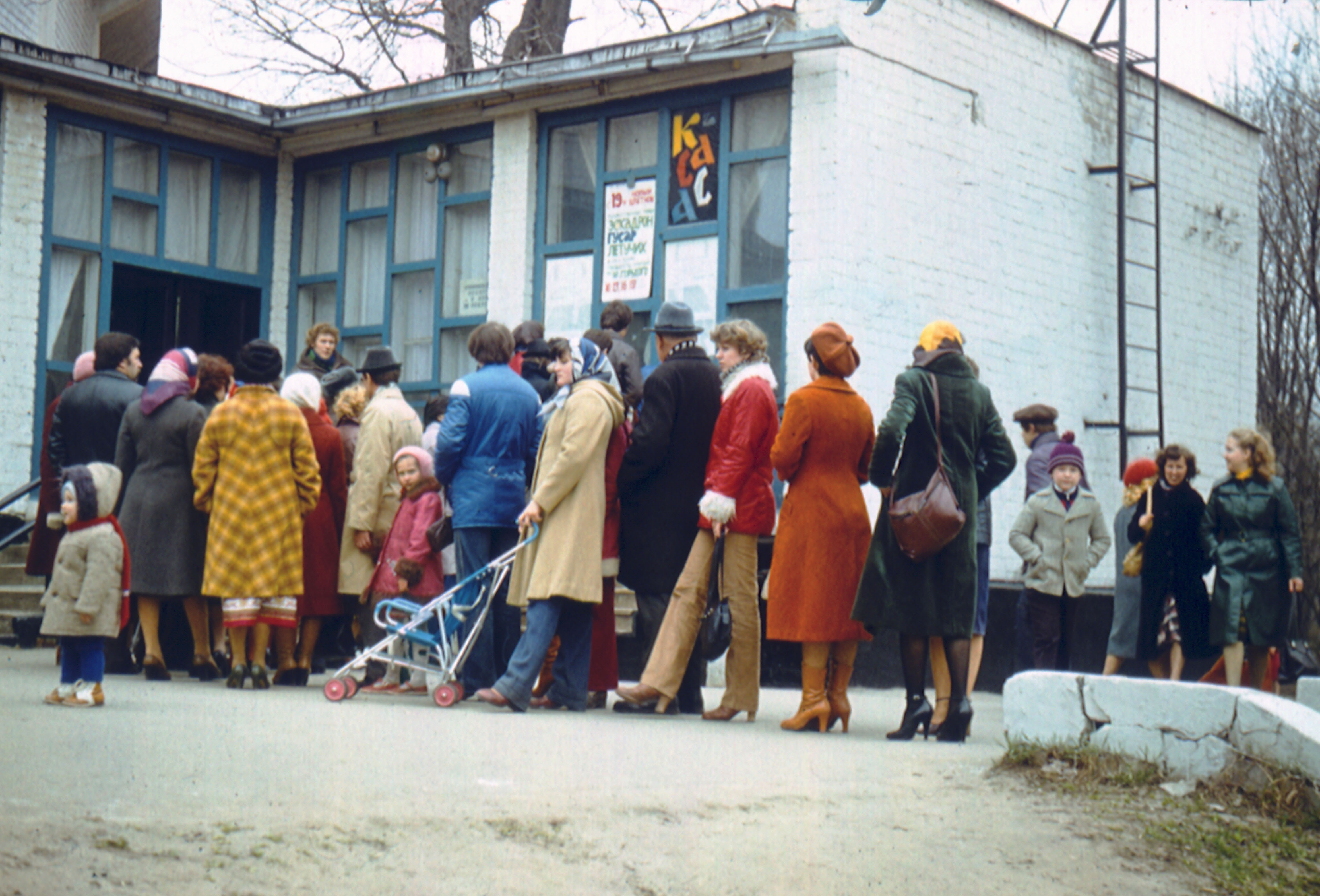
Очередь в кинотеатр, 1981, на фильм «Эскадрон гусар летучих»

Статистика выпуска на экран художественных кинофильмов в СССР в первые послевоенные годы была следующей (при наличии 12 киностудий):
- 1946 год — 21;
- 1947 год — 21;
- 1948 год — 16;
- 1949 год — 10;
- 1950 год — 12;
- 1951 год — 11 (из них 3 киноконцерта);
- 1952 год — 7 (из них 2 киноконцерта).

По мнению журналиста Валерия Отставных, после войны в год производилось примерно 500 картин. Затем они поступали в прокат, и даже «кино не для всех» Тарковского попадало к заинтересованным зрителям на небольшом количестве окраинных кинотеатров Москвы.
В 1980-е ежегодное производство фильмов в СССР определялось такими цифрами: около 270 художественных фильмов (из них примерно 120 — по заказам ТВ), около 2000 документальных, научно-популярных и учебных фильмов (более половины из них создавалось на республиканских киностудиях). Посещаемость кинотеатров составляла около 4 миллиардов зрителей в год.

## Кинопрокат
В России в 1913 году было 1412 кинотеатров, из них 137 в Санкт-Петербурге и 67 в Москве. 

За время революции и Гражданской войны количество кинотеатров возросло вдвое, но в последующие годы стало быстро увеличиваться, в основном за счёт кинопередвижек:
- в 1925 году — 2000
- в 1928 году — 10 000
- в 1934 году — 29 200
- в 1951 году — 42 000
- в 1960 году — 103 387
- в 1972 году — 156 913
- в 1982 году — 151 753
- в 1987 году — 153 017 (из них лишь 4865 стационарных кинотеатров).

также: Трофейные фильмы в СССР

## Средства массовой информации
Всесоюзные и московские
- научный и профессиональный журнал «Техника кино и телевидения» (1957— ; 1 раз в месяц)
- научно-теоретический и литературно-критический журнал «Искусство кино» (1931— ; 1 раз в месяц)
- массовый критико-публицистический иллюстрированный журнал «Советский экран» (1925—1998; 2 раза в месяц). После распада СССР был переименован на «Экран».
- журнал «Советское кино» (1925—1928)
- экспортный журнал для пропаганды советского кино за рубежом «Советский фильм» (1957—1991, издание ВО «Совэкспортфильм»; помимо русского выходил также на английском, арабском, испанском, немецком, французском языках)[43]
- журнал «Сеанс» (1989—; 1 раз в квартал)
- журнал «Киноведческие записки» (1988— ; 1 раз в квартал)
- массово-технический журнал «Киномеханик» (1937— ; 1 раз в месяц)
- бюллетень «Кино — детям. Кино — молодёжи» (1984—1991; предыдущие названия: «Кино — детям», «Экран — детям»)
- бюллетень «Спутник кинозрителя»[44]
- бюллетень «Новые фильмы» (ежемесячный информационный сборник «Союзинформкино», 1964—1991)
- газета «Московская кинонеделя»
- газета «Спутник кинофестиваля»
- газета «Экран и сцена» (приложение к газете «Советская культура»)
- ежемесячная телепередача «Кинопанорама» (ЦТ)

Региональные
- журнал «Новини кіноекрана» (Киев; 1961—1991; на украинском языке; предыдущее название — «Новини кіноекрану»)
- бюллетень «Вісник кіноекрану» (Киев; 1958—; на украинском языке; предыдущее название — «Нові фільми»)
- бюллетень «На экранах[бел.]» (Минск; 1957—1991; на белорусском языке)
- бюллетень «Новые фильмы = Filme noi» (Кишинёв; на русском и румынском языках)
- бюллетень «Kinas» (Вильнюс; на литовском языке; выходил также на русском языке под названием «Кино»)
- бюллетень «Kino» (Рига; на латышском языке; выходил также на русском языке под названием «Кино»)
- бюллетень «Ekraan» (Таллин; на эстонском языке; выходил также на русском языке под названием «Экран»)
- бюллетень «Синема» (Тбилиси; на грузинском языке; прежнее название — «Ахали филмеби = Новые фильмы»)
- бюллетень «Экран» (Ереван; на армянском языке)
- бюллетень «Јени филмләр» (Баку; на азербайджанском языке)
- бюллетень «Жаңа фильм» (Алма-Ата; на казахском языке; выходил также на русском языке под названием «Новый фильм»)
- бюллетень «Кино» (Ташкент; на узбекском языке; выходил также на русском языке под названием «Кино»)
- бюллетень «Экран» (Фрунзе; на киргизском языке; выходил также на русском языке под названием «Экран»)
- газета «На екранах України» (Киев; на украинском языке)
- газета «Кінопрем’єра» (Киев; на украинском языке)
- газета «Киноэкраны Риги» (Рига)
- газета «Кино Киргизии» (Фрунзе)
- газета «Кинонеделя Минска» (Минск)
- газета «Экран недели» (Вильнюс)
- газета «На экранах Подмосковья» (Москва)
- газета «Кинонеделя Ленинграда» (Ленинград)
- газета «На экранах Прикамья» (Пермь)

## Прекращение деятельности кинематографа СССР
Советский кинематограф прекратил своё существование с распадом СССР в конце 1991 года. Его преемниками стали национальные кинематографы 15 новообразованных государств Европы и Азии. Специализированные здания бывших республиканских киностудий, кинотеатры, кинематографическое оборудование и прочее перешли в собственность новых государств, что было закреплено международными договорами между Российской Федерацией и бывшими республиками СССР.

### на английском языке
- Beumers, Birgit (2008). A History of Russian Cinema. Berg Publishers, 336 pages, ill. ISBN 978-1-84520-215-6
- Kenez, Peter (2000). Cinema and Soviet Society: From the Revolution to the Death of Stalin. I. B. Tauris, 264 pages, ill. ISBN 978-1-86064-568-6
- Rollberg, Peter (2010). The A to Z of Russian and Soviet Cinema (The A to Z Guide Series, Volume 191). Scarecrow Press, 836 pages, ill. ISBN 978-0-8108-7619-4